# Heinrich Steinvorth
Heinrich Dietrich Steinvorth (geboren 1. Juni 1817 in Beber (Bad Münder am Deister); gestorben 24. November 1905 in Hannover) war ein deutscher Gymnasial-Oberlehrer und Naturkunde-Forscher insbesondere zur hannoverschen Flora.

## Leben
Heinrich Steinvorth wurde als Sohn eines Lehrers in dem Dorf Beber am Deister geboren. Vorgebildet in Hannover, arbeitete er anfangs als Lehrer für Naturgeschichte, später als Oberlehrer am Johanneum.
Im Revolutionsjahr 1848 leitete Steinvorth zu Pfingsten gemeinsam mit dem Pädagogen Karl Rosenthal im Schützenhaus Hannover die erste allgemeine hannoversche Lehrerversammlung. 1849 und 1850 waren Steinvorth und Rosenthal gemeinsam als Mitglieder in der Ersten Kammer der Ständeversammlung des Königreichs Hannover aktiv.
Am 4. Oktober 1864 beriet Steinvorth die erste allgemeine hannoversche Lehrerversammlung, die er später gemeinsam mit Johannes Backhaus leitete.
Neben seinen Verpflichtungen als Lehrer wirkte Steinvorth in der hannoverschen Gartenbau-Direktion sowie in der Naturhistorischen Gesellschaft Hannover.
Heinrich Steinvorth publizierte insbesondere zum Fürstentum Lüneburg und zur Provinz Hannover sowie zur Wald- und Parkflora der Eilenriede in Hannover.
1889 wurde er in Hannover in den Ruhestand versetzt. Dort starb er 1905.

## Steinvorthhof
Die 1973 im hannoverschen Stadtteil Davenstedt angelegte Straße Steinvorthhof, die vom Schieferkamp zum Kieselgrund führt, wurde laut dem Adressbuch Hannover von 1974 benannt nach dem „Namensgeber, der sich durch Beiträge zur Naturkunde und besonders um die Erforschung der hannoverschen Flora verdient gemacht hat.“

## Schriften
- Phanerogamen-Flora des Fürstenthums Lüneburg und seiner nächsten Begränzung. Tabellen zu einer leichten Bestimmung aller daselbst wildwachsenden und der in Gärten und Feldern häufig gebauten phanerogamischen Gewächse, Lüneburg: Stern, 1849; Digitalisat über das Münchener Digitalisierungszentrum
- Beiträge zur Naturkunde des Fürstenthums Lüneburg, 1861
- Zur wissenschaftlichen Bodenkunde des Fürstenthums Lüneburg. Programm des Johanneums zu Lüneburg Ostern 1864. Botanische und geognostische Forschungen über die Bodenverhältnisse des Fürstenthums Lüneburg, Lüneburg: von Stern, 1864; Digitalisat über die Österreichische Nationalbibliothek
- Zur wissenschaftlichen Bodenkunde des Fürstenthums Lüneburg, Lüneburg: Stern, 1864
- Der gegenwärtige Lehrplan der Realschule. Programm des Johanneums, 1865
- Der Buchen-Krüppelbestand im Süntel bei Hülsede, 1870
- Ein Tagebuch für die Reise durchs Jahr, Hannover: Meyer, 1872
  - zweite Auflage, Hannover: Meyer, 1887
- Die Stadt Lüneburg: Mitteilungen und Nachweise für Bewohner und Fremde, Lüneburg: Engel: 1877
- Beiträge zur Frage nach den Irrlichtern, Lüneburg: König: 1895
- Zur Klärung der Irrlichter – Legende, 1898
- Die Wald- und Park-Flora der Eilenriede im Jahre 1898. Nach einem Vortrage im Provinzial-Gartenbau-Verein zu Hannover. Von H. Steinvorth,  Hannover: Göhmann, 1899